# Hyrcanië

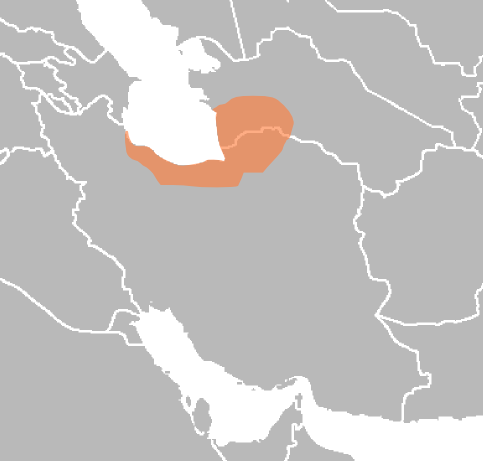
Ligging van Hyrcanië in Iran en Turkmenistan.

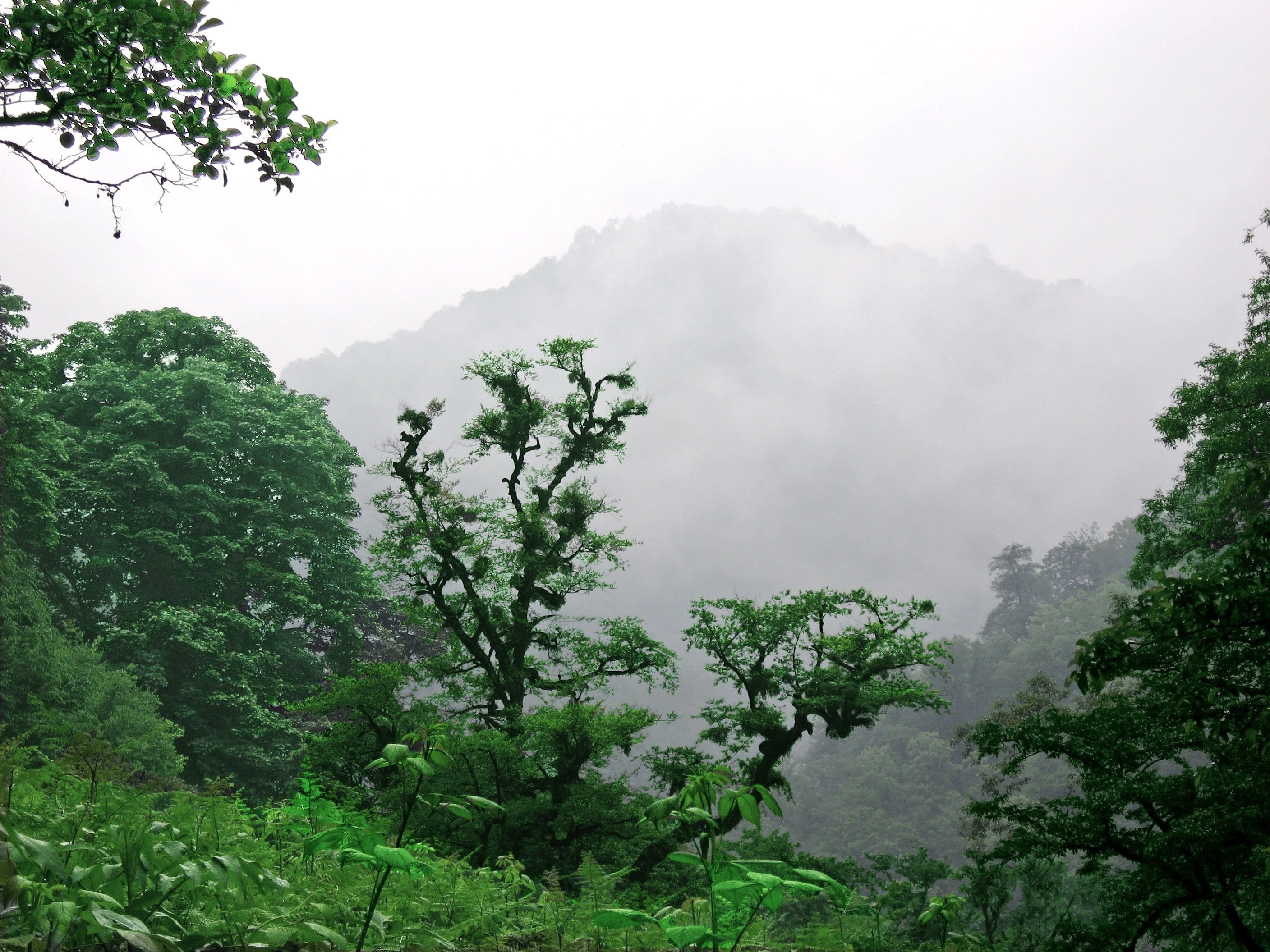
Een oerwoud in Hyrcanië

Hyrcanië of Verkâna was de naam van een landstreek en een koninkrijk in wat nu het noorden van Iran en het zuidwesten van Turkmenistan is. Het gebied bevindt zich geografisch tussen de Kaspische Zee in het noorden en het Elboersgebergte in het zuiden. 
De naam Hyrcanië is de naam die de oude Grieken aan de landstreek gaven. De Grieken noemden de Kaspische Zee de Hyrcanische Zee. In het Oud-Perzisch heette de landstreek Verkâna. Verkā betekent wolf in het Oud-Perzisch en de naam van de streek betekent dan ook Land van de Wolven. In de vroege middeleeuwen was het land bekend onder de naam Tabaristan of Tapura.

## Geografie, klimaat en landschap

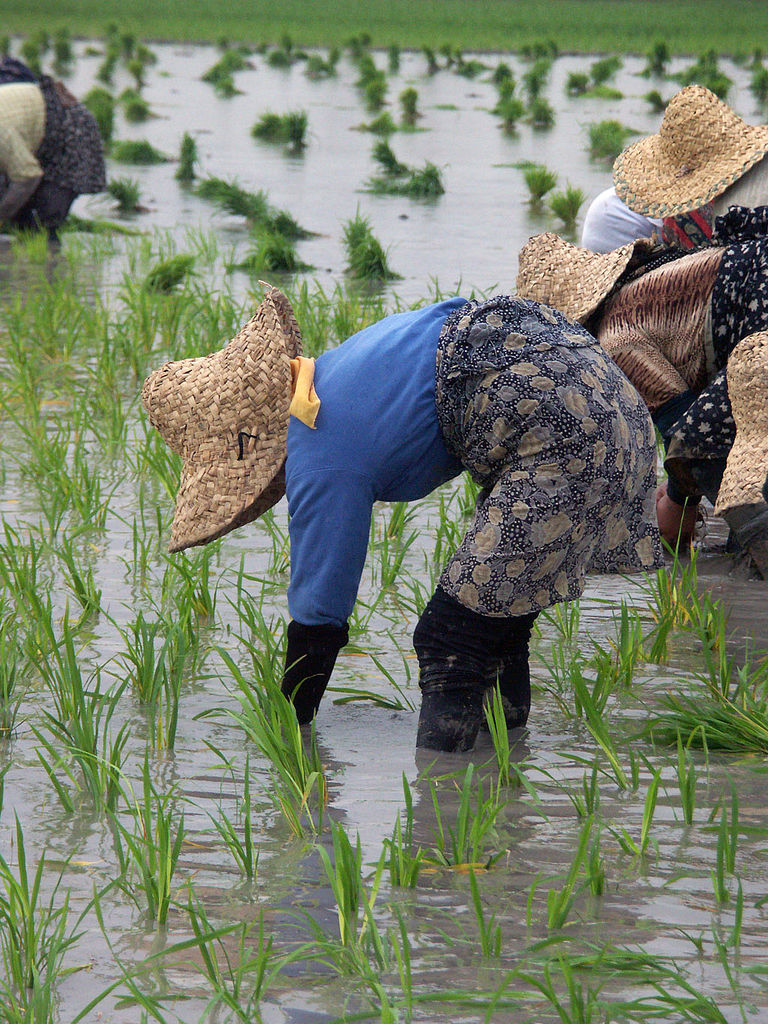
Rijstbouw in Mazandaran

De fysische geografie van de regio wordt gekenmerkt door een alluviale vlakte tussen de bergen en de zee in. De vlakte is op sommige delen maar enkele kilometers breed, terwijl hij op andere plekken, zoals in Mazandaran, vele tientallen kilometers breed is.
De regio heeft een subtropisch klimaat. Er wordt veel rijst geteeld in deze regio. 
De regio wordt gekenmerkt door vele subtropische bossen. 
Het historische Hyrcanië is nu onderdeel van de Iraanse provincies Ardebil, Gilan, Mazandaran, Golestan en Noord-Khorasan en de Turkmeense provincie Balkan.

## Geschiedenis
Hyrcanië ging tijdens de regeerperiode van Cyrus de Grote (559 - 530 v. Chr) deel uitmaken van het Perzische rijk onder de dynastie van de Achaemeniden. Het gebied werd toen bestuurd door een satraap die zijn hoofdstad vermoedelijk in het moderne Sari had. 
Alexander de Grote (336 - 323 v.Chr.) veroverde de streek in 329 v.Chr.. Na Alexanders dood viel zijn rijk uiteen en werd Hyrcanië een deel van het rijk van de Seleuciden. 
Toen het Arabische Rijk onder Omar ibn al-Chattab Iran in 636 veroverde, bleef Hyrcanië nog lange tijd onafhankelijk. 
Van 928 tot 1043 was Hyrcanië een onafhankelijk gebied onder de dynastie van de Ziyariden. Daarna werd de streek veroverd door de Turkse Seltsjoeken. 
Hyrcanië ging in de tijd van de Safaviden voorgoed deel uitmaken van Iran, toen Abbas I de Grote het gebied aan zijn rijk toevoegde.